# Brålanda pastorat
Brålanda pastorat var ett flerförsamlingspastorat i Dalslands kontrakt i Karlstads stift i Svenska kyrkan. Pastoratet ligger i Vänersborgs kommun i Västra Götalands län. Sedan 2024 är det ett enförsamlingspastorat.

## Administrativ historik
Pastoratet har haft nuvarande omfattning sedan 1962. 
Sedan 2024 är pastoratet ett enförsamlingspastorat
Pastoratskod är 091010

## Ingående församlingar
- Brålanda församling namnändrades 2024 till Brålandabygdens församling
- Gestads församling uppgick 2024 till Brålandabygdens församling
- Sundals-Ryrs församling uppgick 2024 till Brålandabygdens församling